# 킨조 마나
킨조 마나(일본어: 金城 茉奈 긴조 마나[*], 1996년 2월 24일~2020년 12월 1일)는 일본의 모델, 배우이다. 2020년 12월 1일 지병으로 인하여 24세로 사망하였다.

## 출연작

### TV 드라마
- 기사룡전대 류소저 - 타츠이 우이

## 영화
- 기사룡전대 류소저 THE MOVIE 타임슬립! 공룡패닉!! - 타츠이 우이
- 기사룡전대 류소저 특별편:메모리 오브 소울메이트 - 타츠이 우이
- 마진전대 키라메이저 VS 류소저 - 타츠이 우이